# 奈莉·迪纳
奈莉·迪纳 （Nelly Hedwig Diener，1912年2月5日—1934年7月27日），瑞士空姐。她也是欧洲第一位空姐。 
1934年5月1日，她成為瑞士航空的空姐，並開始在瑞士航空的飛機上為旅客服務。 她最終因1934年瑞士航空图特林根事故遇难。